# Mihaela Ursuleasa
Mihaela Ursuleasa (n. 27 septembrie 1978, Brașov, România - 2 august 2012, Viena, Austria) a fost o pianistă română.

## Biografie
Tatăl său, care cânta jazz la pian, era de etnie romă iar mama sa era cântăreață moldoveancă.
La 5 ani a început să cânte la pian, cerându-i ajutorul tatălui său pentru a descifra un cântecel, "Păpușa bolnavă", de Ceaikovski.
La vârsta de 13 ani, artista a primit o bursă de studii la Viena oferită de celebrul dirijor Claudio Abbado după ce aceasta câștigase locul al doilea la un concurs de pian din Senigallia, Italia. La sfatul lui Claudio Abbado, a renunțat temporar la concerte și s-a concentrat asupra educației sale muzicale. Rezultatul a fost că în 1995 a câștigat Concursul Internațional de Pian Clara Haskil.
Mihaela Ursuleasa a studiat opt ani la Conservatorul din Viena pe care l-a absolvit în 1999 „cum laude”, obținând diploma de specializare în arta concertului, sub îndrumarea profesorului Heinz Medjimorec.
Stabilită la Viena, în timpul unui concert l-a cunoscut pe violoncelistul de origine română Rodin Moldovan. Cei doi au devenit părinții unei fetițe, Ștefania.
Într-un interviu pentru Observatorul Cultural, pianista Mihaela Ursuleasa declara cu tristețe:
Prima mea profesoară, dna Stela Drăgulin de la Brașov, mi-a dat ocazia unei fantastice experiențe de scenă, de concert. În schimb însă, mi-a asfixiat personalitatea, a ridicat pianista, dar aproape a distrus eul, omul din mine. Iată greșeli care ar trebui evitate, căci pot avea efecte distrugătoare pentru întreaga viață, pentru întreaga carieră viitoare a copilului. Un copil nu trebuie să fie forțat, nu trebuie să fie exploatat și împins mereu și mereu înainte, cu orice preț, pentru reușită și glorie. Unui copil talentat un profesor bun îi dezvoltă și îi susține pasiunea pentru muzică și înțelegerea pentru arta sunetelor. Căci acel copil va deveni artistul care, obligatoriu, va trebui să se descurce mai tîrziu singur în viață.
În dimineața zilei de 2 august 2012, Mihaela Ursuleasa a decedat în urma unui atac cerebral, în apartamentul ei din Viena, orașul în care se stabilise de douăzeci de ani..
Trupul neînsuflețit al pianistei Mihaela Ursuleasa a fost depus joi 9 august 2012 în foaierul Ateneului Român din București, pianista fiind înmormântată la 10 august 2012, cu onoruri militare, pe Aleea Artiștilor din cimitirul Bellu, în cavoul care aparține familiei Ursuleasa, unde sunt înmormântați și bunicii ei. Mormântul se află la planul 73, figura 123.

## Discografie
- 1988 - Concertul Nr. 3 pentru pian și orchestră în do minor, Op.37 de Beethoven. Pian: Mihaela Ursuleasa, Orchestra simfonică a Radioteleviziunii române, Dirijor: Iosif Conta; Înregistrare din concert public, Studioul Radioteleviziunii, 13.10.1988; Electrecord – ST-ECE 03589.[15], lansat la mijlocul anului 1989
- 2010 - Piano & Forte; Beethoven, Brahms, Ravel, Ginastera, Constantinescu; BERLIN Classics (Edel), cod EAN 782124165420
- 2011 - "Romanian Rhapsody"; Rapsodia Română nr. 1 a lui George Enescu, Suita pentru pian a lui Paul Constantinescu, două dansuri populare românești de Béla Bartók și trei piese de Franz Schubert.

## Premii și distincții
- Marele Premiu la Concursul internațional de pian Clara Haskil, Vevey, Elveția, 1995[16]
- Premiul ascultătorilor, decernat de Programul 2 al Radiodifuziunii poloneze, pentru "Cea mai eminentă personalitate a celui de-al 13-lea Concurs de pian Chopin din Varșovia", decembrie 2000[7]
- Premiul ECHO-Klassik la categoria “Interpretarea solistică a anului; pian, secolul al 19-lea”, pentru albumul său de debut “Piano & Forte”, 2010
- Ordinul Național "Serviciul Credincios" în grad de Ofițer (postmortem)[17]